# 瓦西里·叶梅利扬诺夫
瓦西里·谢苗诺维奇·叶梅利扬诺夫（俄語：Васи́лий Семёнович Емелья́нов，1901年2月12日（1月30日）—1988年6月27日）苏联科学家，曾担任苏联部长会议和平利用原子能委员会主席、苏联常驻国际原子能委员会代表。